# Xiphophorus kallmani
Xiphophorus kallmani es una especie de peces de la familia de los pecílidos en el orden de los ciprinodontiformes.

## Distribución geográfica
Se encuentran en América: México.